# Norges Kommunistblad
Die Norges Kommunistblad war eine norwegische Zeitung, die in Oslo gedruckt wurde.

## Geschichte
Sie wurde am 5. November 1923 als die offizielle Parteizeitung der Norges Kommunistiske Parti (NKP) gegründet. Ihr erster Herausgeber war Olav Scheflo. Am 1. November 1929 wurde sie stillgelegt und mit Arbeideren als Parteizeitung der NKP ersetzt.

## Herausgeber
Scheflo hörte mit dem Zeitungsredigieren eine Woche nach der Parlamentswahl 1924 auf. Er war enttäuscht von der NKP, insbesondere wegen ihrer Haltung zum gescheiterten Streik der „eisernen Arbeiter“. Während er im Frühjahr 1925 im Gefängnis saß, übernahm Olav Larssen seine Stellung als Herausgeber. Auf dem II. Parteitag der NKP im 1925 wurde Scheflo wieder als Herausgeber der Parteizeitung eingesetzt. Nach Olav Scheflo wurde im September 1926 Christian Hilt als Herausgeber der Zeitung eingestellt. Er arbeitete bei der Zeitung bis Februar 1927, als er nach Moskau übersiedelte. Ihm folgte Albin Eines. Wegen einer Gefängnisstrafe, die Eines im Juli und August 1927 absaß, wurde die Zeitung zwischenzeitlich von Trond Hegna herausgegeben. Mitglieder der kommunistischen Vereinigung Mot Dag, insbesondere Hegna, Johan Vogt, Carl Viggo Lange und Sverre Kolltveit, hatten einen großen Einfluss auf der Zeitung während Eines Herausgeber war. Eines, der im Herbst noch als Redakteur tätig war, wurde im November 1927 von Christian Hilt abgelöst. Hilt versuchte, den Einfluss der Mot Dag zu verringern. Arvid G. Hansen war der letzte Herausgeber der Zeitung, der anschließend seine Karriere in Arbeideren fortsetzte.